# Nossa Senhora do Livramento (Cap Verd)
Nossa Senhora do Livramento és una freguesia (parròquia civil) de Cap Verd. Cobreix la part septentrional del municipi de Ribeira Grande, de l'illa de Santo Antão.

## Subdivisions
La freguesia consta dels següents assentament, i la seva població segons el cens de 2010 era:
- Fontainhas (pop: 282)
- Ponta do Sol (pop: 2.143), els seus barris:
  - Cavouquinho das Tintas
  - Lombinho
  - Lombo da Cruz
  - Os Órgãos
  - Ponta do Sol
  - Ribeira da Ponta do Sol